# District de Kapurthala
Le district de Kapurthala est un des 22 districts de l'État indien du Pendjab.